# 안동 이씨
안동 이씨(安東 李氏)는 경상북도 안동시를 본관으로 하는 한국의 성씨이다. 시조는 조선에서 문과에 급제한 이경수(李景洙)이다.

## 과거 급제자
안동 이씨는 문과 급제자 1명, 무과 급제자 12명, 생원시 1명, 진사시 3명, 역과 1명, 의과 1명을 배출하였다.

### 문과 급제자
이경수(李景洙), 영조 38년(1762) 식년시에 병과 15위

### 무과 급제자

#### 병과
이운룡(李雲龍), 선조 18년(1585) 23위, 이귀영(李貴榮), 선조 32년(1599) 61위, 이효근(李孝根), 인조 15년(1637) 1251위, 이덕부(李德夫), '' 2762위, 이춘학(李春鶴), '' 3028위, 이득신(李得信), '' 3685위, 이천일(李天一), '' 3962위, 이순향(李順香), '' 4503위, 이대덕(李大德), 인조 22년(1644) 27위, 이호명(李好命), 숙종 15년(1689) 33위

## 참고 자료
- “안동이씨(安東李氏)”. 뿌리를 찾아서.[깨진 링크]

1. ↑  “한국역대인물 종합정보 시스템 - 한국학중앙연구원”. 2024년 1월 18일에 확인함.